# Buinovo, Tărgoviște
Buinovo (în bulgară Буйново) este un sat în comuna Tărgoviște, regiunea Tărgoviște,  Bulgaria. 

## Demografie
Componența etnică a satului Buinovo
     Bulgari (3,22%)
     Nicio identificare (9,67%)
     Romi (61,07%)
     Turci (26,02%)
La recensământul din 2011, populația satului Buinovo era de 465 locuitori. Din punct de vedere etnic, majoritatea locuitorilor (61,07%) erau romi, existând și minorități de turci (26,02%) și bulgari (3,22%). Pentru 9,67% din locuitori nu este cunoscută apartenența etnică.